# 千葉明徳短期大学附属幼稚園
千葉明徳短期大学附属幼稚園（ちばめいとくたんきだいがくふぞくようちえん）は、千葉県千葉市中央区南生実町にある私立幼稚園。設置者は学校法人 千葉明徳学園。

## 沿革
- 1925年（大正14年）
  - 1月　千葉淑徳女学校設立

- 1951年（昭和26年）
  - 1月　学校法人千葉明徳学園と改称

- 1967年（昭和42年）
  - 5月　千葉明徳学園幼稚園設置認可

- 1970年（昭和45年）
  - 1月　千葉明徳学園短期大学設置認可（幼児教育科）

- 1972年（昭和47年）
  - 4月　千葉明徳短期大学附属幼稚園と改称

- 1975年（昭和50年）
  - 4月　幼稚園新園舎竣工

- 2006年（平成18年）
  - 4月　多目的ホール竣工式

- 2018年（平成30年）
  - 4月　認定こども園になる

## 校訓・教育方針

### 校訓
明るく・強く・素直な子

#### 教育方針
めいとく森で自己形成する楽しさを実感する
～将来延びる子は自然を通して、知的好奇心を育んでいます～
- 自然とかかわり、五感（視る・聴く・嗅ぐ・味わう・触れる）をはたらかせて知を育み楽しむ保育
- 身体を動かして遊ぶ楽しさを実感する保育
- ものを作る楽しさと、試行錯誤しながら工夫する面白さを味わう保育
- さまざまな思いを共感しあい、人とのかかわりを豊かにしていく保育

## 交通アクセス
- 京成電鉄（京成千原線）学園前駅下車、徒歩約5分

- 京成電鉄（京成千原線）おゆみ野駅下車、徒歩約30分

- JR東日本（外房線）鎌取駅下車、徒歩約30分

## 著名な出身者
- 高橋由伸（元プロ野球選手、読売ジャイアンツ球団特別顧問）（第15回卒園生）[1]
- 小島瑠璃子（バラエティタレント）（第33回卒園生）[1]